# San Clemente del Valle
San Clemente del Valle es una localidad situada en la provincia de Burgos, comunidad autónoma de Castilla y León (España), comarca de Montes de Oca , ayuntamiento de San Vicente del Valle.

## Datos generales
En 2023, contaba con 2 habitantes. Está situada 6,5 km al norte de la capital del municipio, y al este de la localidad de Ezquerra.

## Situación administrativa
Entidad Local Menor cuyo alcalde pedáneo es Juan Carlos Pérez Martínez del Partido Popular.

## Comunicaciones
- Carretera:  camino que conecta con la autonómica BU-811 de Belorado a Ezcaray a la altura de Villagalijo

## Historia
Villa que formaba parte, del Valle de San Vicente en el partido de Burgos, uno de los catorce que formaban la Intendencia de Burgos durante el periodo comprendido entre 1785 y 1833, tal como se recoge en el Censo de Floridablanca de 1787. Tenía jurisdicción de realengo con alcalde ordinario.
Antiguo municipio de Castilla la Vieja en el Belorado código INE-09536 que en el censo de la matrícula catastral contaba con 21 hogares y 65 vecinos. Entre el censo de 1857 y el anterior, crece el término del municipio porque incorpora a 09360 San Vicente del Valle y 095042 Espinosa del Monte. Entre el censo de 1930 y el anterior, este municipio desaparece porque cambia de nombre y aparece como 09360 San Vicente del Valle.

## Demografía
| Gráfica de evolución demográfica de San Clemente del Valle entre 1842 y 1920 |
| |
| Población de derecho según los censos de población del INE. Población de hecho según los censos de población del INE.Entre el censo de 1857 y el anterior, crece el término del municipio porque incorpora a San Vicente del Valle, Espinosa del Monte. Entre el censo de 1930 y el anterior, este municipio desaparece porque cambia de nombre y aparece como el municipio San Vicente del Valle. |

## Parroquia
Iglesia católica de Santa Columba , dependiente de la parroquia de Fresneda de la Sierra Tirón en el Arcipestrazgo de Oca-Tirón , diócesis de Burgos , el párroco reside en Pradoluengo.